# 麦迪逊·格兰特
麦迪逊·格兰特（Madison Grant，1865年11月19日—1937年5月30日）是一位美国律师、作家和动物学家，以其优生学和保育運動、科学种族主义的作品出名。
他曾任纽约动物学会秘书，也是美国进步时代的关键人物之一。其代表作《伟大种族的消逝》（The Passing of the Great Race，1916）对美国的移民限制、反通婚法以及早期白人種族滅絕陰謀論发展起到了推动作用。
2021年6月15日，由于涉及种族歧视，加利福尼亚州立公园将其雕塑从草原溪红木州立公园移除。